# Ione Robinson

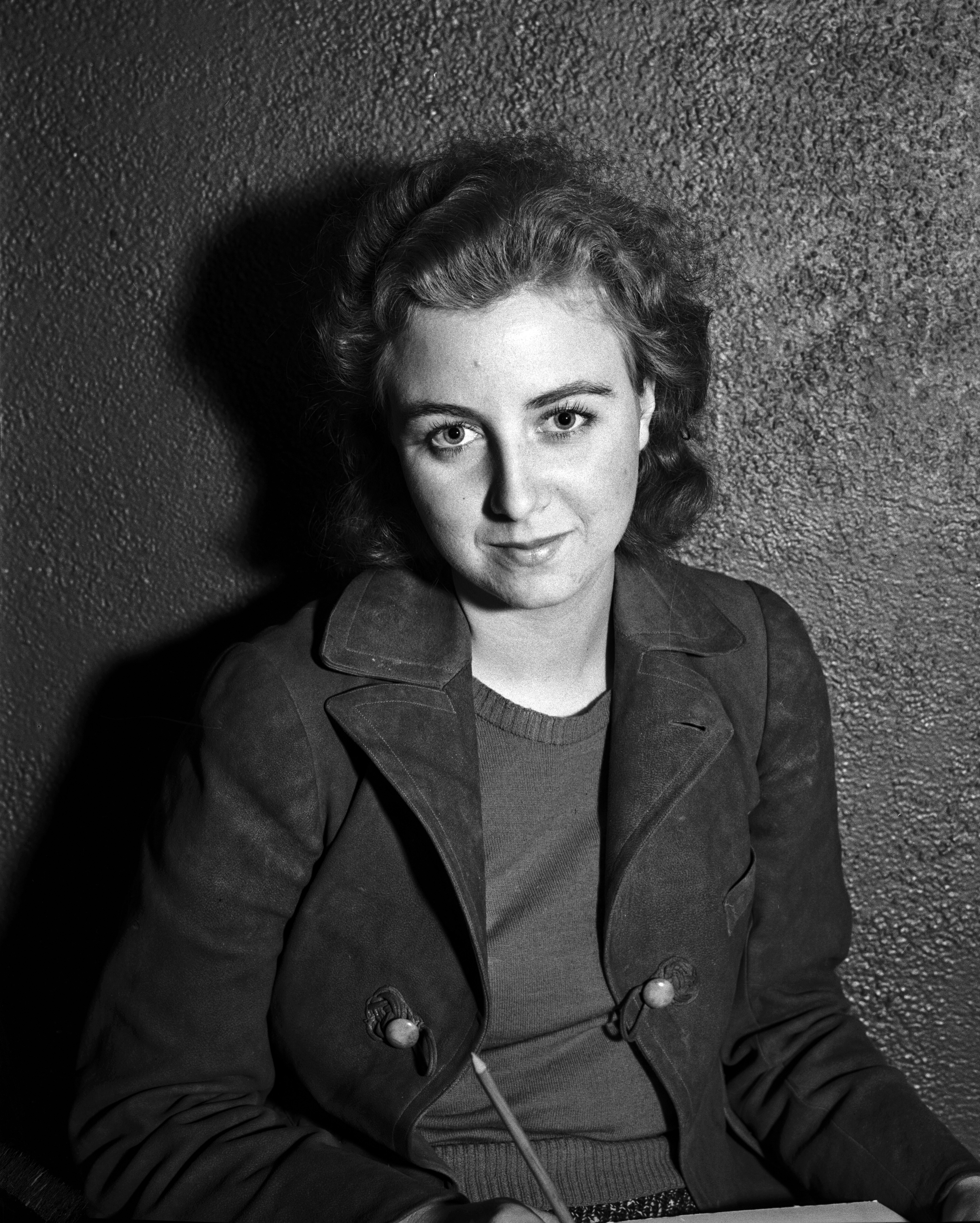
Ione Robinson

Ione Robinson (* 3. Oktober 1910 in Portland, Oregon; † im November 1989 in Paris) war eine US-amerikanische Künstlerin, Schriftstellerin und Journalistin. Sie war von den 1920er bis in die 1940er Jahre Mitglied kultureller und gehobener Gesellschaftskreise und verdankt einen gewissen Bekanntheitsgrad ihren Berichten über die mexikanischen Muralisten, darunter solchen über Diego Rivera und David Alfaro Siqueiros, die sie in ihrem Buch A Wall to Paint on 1946 veröffentlichte. Darin berichtet sie außerdem über den Spanischen Bürgerkrieg, dessen Zeugin sie im Jahr 1938 in Barcelona wurde.

## Leben und Werk

### Ausbildung
Robinson studierte von 1925 bis 1926 am Otis Art Institute in Los Angeles. 1927 nahm sie an einem Sommerkurs der Pennsylvania Academy teil. Anlässlich eines ersten Besuchs in New York im August 1927 entschied sie sich, dort zu bleiben und als Privatlehrerin in Woodstock, NY zu arbeiten. In der Folge arbeitete sie für den Designmöbelhändler Frankl Galleries und assistierte Rockwell Kent bei der Herstellung von Holzschnitten. Kents Arbeit charakterisierte sie mit den Worten: „Ich mag Rockwells kalte, harte Linien und Formen in seinen Gemälden nicht. In seinen schwarzweissen Arbeiten wirkt diese Technik jedoch kraftvoll.“ Robinson schloss in dieser Zeit Bekanntschaft mit Elena Krylenko und Max Eastman, Freunden von Leo Trotsky. Von diesem Moment an bis in die 1940er-Jahre, in denen sie sich definitiv in Frankreich niederließ, gelang es ihr, sich in einflussreichen und wohlhabenden Kreisen New Yorks und Neu Englands zu vernetzen.

### In der Muralistenszene 1929–32

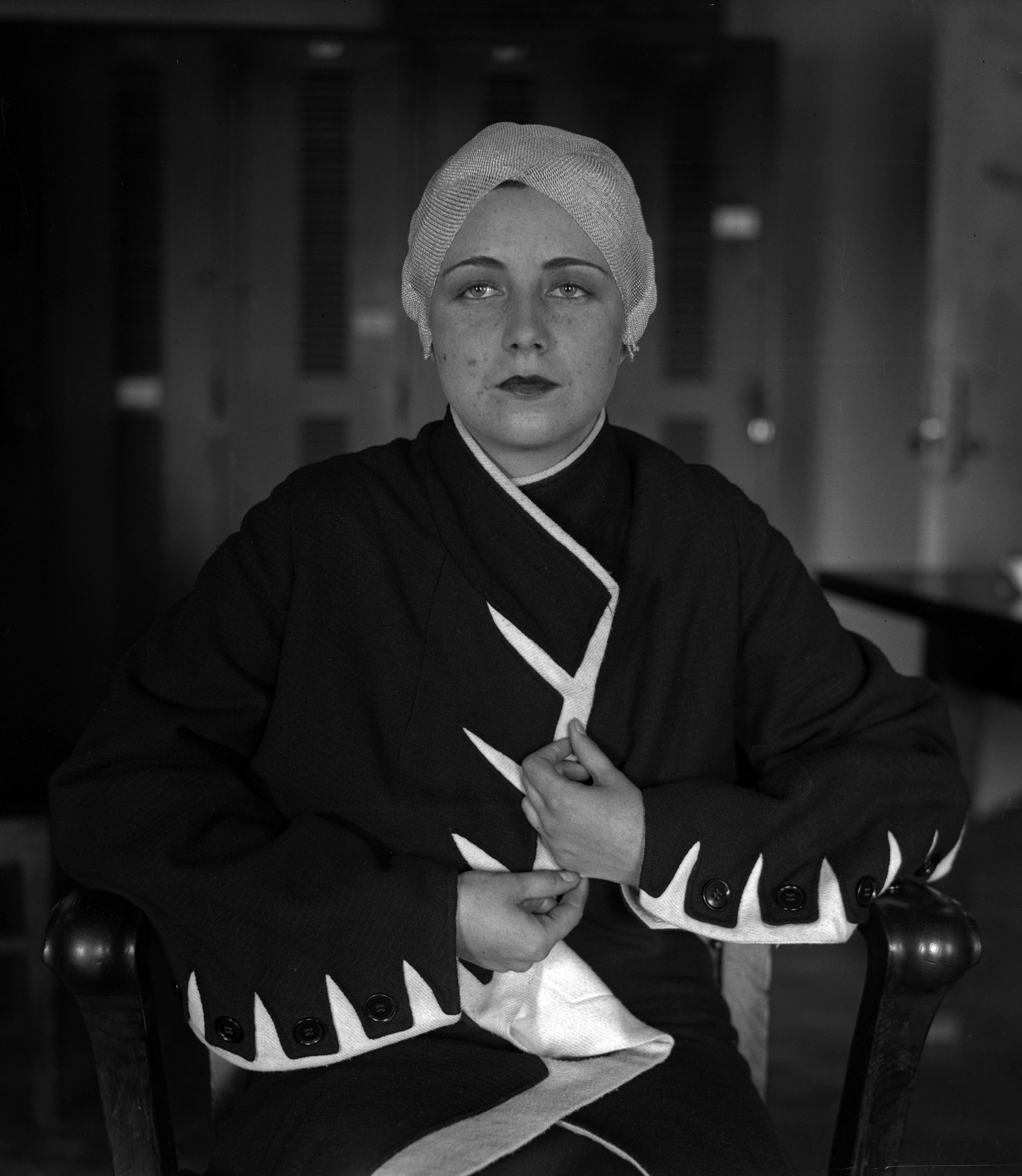
Ione Robinson (1929)

1928 besuchte Robinson Paris, 1929 Florenz und Neapel. Nach ihrer Rückkehr in die USA traf sie bei den Eastmans George Biddle, der ihr anbot, sie bei Diego Rivera hinsichtlich einer Mitarbeit vorzustellen. Ebenfalls 1929 erhielt sie die Gelegenheit, Zeichnungen in der Galerie Weyhe in New York City auszustellen. Kurz danach reiste sie nach Mexiko-Stadt und wurde dort empfangen durch den Sohn und die Tochter José Vasconcelos Calderóns, eines ehemaligen mexikanischen Erziehungsministers, der 1921 zusammen mit andern die Bewegung der Muralisten angestoßen hatte (unter anderem durch die Vergabe von staatliche Aufträge an Schulgebäuden). Mithilfe ihres Empfehlungsschreibens Biddles gelang es Robinson, Rivera zu treffen, der sie einlud, an seinem Epopeya-Wandgemälde im mexikanischen Nationalpalast mitzuarbeiten. Die praktische Arbeit schloss die Vergrößerung von Skizzen und ihre Übertragung auf die Wand ein. Darüber hinaus nahm sie bei der Reparatur beschädigter Fresken Riveras im Erziehungsministerium teil. Die Arbeiten wurden von Robinson, Ramón Alva Guadarrama und zusätzlichen Helfern ausgeführt. Gleichenjahrs saß Robinson Rivera Modell für die „Allegorie der Beständigkeit“ seines Freskozyklus im neu erbauten Gesundheitsministerium. Während ihres Aufenthalts wohnte sie bei der Fotografin Tina Modotti. Innert kurzer Zeit lernte sie viele Mitglieder der Muralisten- und Literatenszene kennen, dazu Persönlichkeiten wie Sergei Eisenstein und den Journalisten Joe Freeman, den damaligen Vertreter der sowjetischen Nachrichtenagentur TASS in Mexiko, den sie Ende 1929 heiratete. Diese Ehe wurde 1931 geschieden.
Zurück in New York 1930 traf Robinson José Clemente Orozco, der sie wohl mit Alma Reed, der Besitzerin von Delphic Studios, bekanntmachte. Hier erhielt sie die Gelegenheit, ihre mexikanischen Zeichnungen auszustellen. Orozco lenkte Robinsons Aufmerksamkeit außerdem auf Spanien, wo die Monarchie im Begriff stand, gestürzt zu werden.
Mit einem Stipendium der John Simon Guggenheim-Stiftung konnte Robinson ab Frühling 1931 bis Anfang 1932 abermals zehn Monate in Mexiko verbringen. Kurze Zeit assistierte sie dort Victor Arnautoff bei der Ausführung von Riveras Wandgemälde im Nationalpalast, während Rivera in Kalifornien arbeitete. Dies verursachte böses Blut: Rivera schien Robinson persönlich für seinen Ausschluss aus der mexikanischen kommunistischen Partei 1929 verantwortlich zu machen, an dem Joe Freeman offensichtlich beteiligt war. Frida Kahlo, seit 1929 Riveras Ehefrau, erfuhr von Robinsons Mitarbeit im Nationalpalast, die sie in der Folge aufgeben musste. Während ihres Aufenthalts traf sie Jean Charlot, einen der Pioniere des mexikanischen Muralismus, der seine Erfahrungen in seinem Buch The Mexican Mural Renaissance, 1920–1925 festhielt. Sie schloss Bekanntschaft schloss sie mit dem aus Utah stammenden Pablo O’Higgins, der in den 1930er-Jahren eine zentrale Rolle in der Vermittlung zwischen US-amerikanischen Neuankömmlingen und den Wandmalern in Mexiko, insbesondere Rivera, spielte. Im Dorf Tlalpam unterrichtete Robinson zusammen mit Kitagawa Tamiji in einer Freiluftmalschule. Sie vertiefte ihre Kenntnisse vorab der mexikanischen Kolonialkunst auf Reisen an verschiedene Orte und im Studium der Sammlung der Akademie San Carlos.

### WPA, New York, Barcelona 1931–38
Die Heirat 1933 mit John Dallet, dem Abkömmling einer reichen Plantagenbesitzerfamilie aus dem Süden der USA, ermöglichte Robinson in den folgenden Jahren ein materiell sorgenfreies Leben. Gleichenjahrs verlor sie durch einen Autounfall ihre Mutter und einen Bruder. Die Geburt ihrer Tochter Anne Dallet 1935, die sie nach der Trennung von ihrem Ehemann der Obhut der Familie Dallet überlassen musste, bewog sie, ihre Erlebnisse der Jahre 1927 bis 1939 veröffentlichte sie 1946.
1936 konnte Robinson in einem WPA-Projekt teilnehmen. Sie assistierte den Malern Emilio Luis Amero Mimiaga, Antonio Pujol Jiménez und Luis Arenal Bastar bei der Ausführung von Wandgemälden im Bellevue Hospital in New York. Ein eigener Entwurf für ein Wandgemälde wurde, Angebot für ein Gemälde im Gefängnis auf Welfare Island wies sie zurück. 1938 versuchte sie erfolglos Luis Quintanilla einen Auftrag an der Columbia-Universität zu verschaffen.
Anlässlich eines erneuten Aufenthalts in Frankreich entschied Robinson zu einem Besuch Barcelonas, um die Situation der Spanischen Republik  zu bezeugen. Auf der Reise nach Europa lernte sie  Winston Churchill kennen, der er riet, in die USA zurückzukehren und die Bürger dort über die Zustände in Spanien zu informieren. Trotzdem reiste sie nach Barcelona und dokumentierte ein Kinderheim mit Fotos und Zeichnungen. Durch die Vermittlung von Luis Quintanilla traf sie Angehörige der Regierung und Kommandanten der republikanischen Streitkräfte, darunter General Bibiano Fernández Osorio y Tafall, der sie an die Ebrofront mitnahm, wo „Touristen“ normalerweise nicht zugelassen waren. Sie traf dort David Alfaro Siqueiros, der sich, ebenso wie Antonio Pujol, der republikanischen Armee angeschlossen hatte und angesichts seiner Erfahrung in der Mexikanischen Revolution der 1910er-Jahre zum Obersten ernannt worden war. Siqueiros, den sie 1929 in Mexiko kennengelernt hatte, war 1936 in New York ein regelmäßiger Gast Robinsons gewesen.
Vor ihrer Rückkehr in die USA nahm Robinson eine Einladung der Journalisten Alfred und Dorothy Oeschner nach Berlin an. Sie verfasste eine Beschreibung der Göring-Kaserne in Wedding mit Ausführungen des Projektleiters zur deutschen (respektive nationalsozialistischen) Sicht der Kunst-am-Bau-Förderung im Vergleich zu derjenigen der WPA. Ihre in Spanien verfassten Arbeiten stellte Robinson mehrfach in den USA und Mexiko aus und versuchte so, Unterstützung für die Republik zu gewinnen.

### Frankreich
Ab den 1940er-Jahren hielt sich Robinson mehrheitlich in Frankreich auf und arbeitete dort als Illustratorin für Zeitschriften wie Vogue. Aus einer weiteren Beziehung stammt ihr Sohn Michael Robinson. Ihre Tochter Anne Dallet führte in Paris gemäß dem Bericht eines US-amerikanischen Touristen von 1974 ein Geschäft mit handwerklichen Produkten und hielt zu dieser Zeit regelmäßigen Kontakt zu ihrer Mutter. Sie brachte ihrerseits einen Sohn namens C.J. Dallet zur Welt.

## Ausstellungen und Auszeichnungen
Robinsons Arbeiten sind vor allem in den USA und in Mexiko ausgestellt und mit Preisen ausgezeichnet worden.
- LACMA, Los Angeles, 1929
- Marie Harriman Gallery, New York, 1931
- Delphic Studios, New York, 1931
- Guggenheim-Stipendium, 1931
- Julien Levy Gallery, New York, 1938
- Universität von Mexiko, Mexiko-Stadt, 1938
- PAFA Jahresausstellungen der Studenten, 1939, 1941
- Bonestell Galerie, Los Angeles, 1940
- Palast der Schönen Künste (Opernhaus), Mexiko, D.F., 1944

## Veröffentlichungen von Ione Robinson
- André Siegfried, (Übersetzung: Doris Hemming, H. H. Hemming, Illustrations by Ione Robinson), Impressions of South America, New York Harcourt 1933.
- A Wall to Paint on, New York, E.P. Dutton and Co., 1946. OCLC 930479244.
- Stunden mit Wols, Wien 1947.
- Talking to Giacometti, Vogue, Nov. 1, 1948.
- Wols à bâtons rompus, Oeil 1959.

## Publikationen über Ione Robinson
- Teresa del Conde: Pintora sin muros ni barreras. La Jornada, 17. März 1998.
- Jonathan Skinner, Christopher J. B. Dallett: La retirada: theSpanish republican diaspora, 1938–1939: the paintings, drawings, and photographs of Ione Robinson. New York 2002.
- La diáspora española recordada en fotos, El Litoral [Santa Fé, Argentina], 17. November 2002.
- Andrew Hemingway: Artists on the Left. American Artists and the Communist Movement 1926–1956. Yale University Press, New Haven und London 2002, S. 27.
- Ione Robinson: arte pola liberdade: fotografías e debuxos 1938–1939: Casa da Parra, Santiago de Compostela: Xunta de Galicia, [2007].
- Stephanie J. Smith: The Painter and the Communist: Gender, Culture, and the Fleeting Marriage of Ione Robinson and Joseph Freeman, 1929–1932. In: Journal of Women's History. Band 31, Heft 3, Herbst 2019, S. 12–34.
- Francie Cate-Arries, Ione Robinson and the Art of Bearing Witness. Picturing Trauma in the Ruins of War, in: Nancy Berthier, Vicente Sánchez-Biosca (Ed.), Retóricas del miedo. Imágenes de la Guerra Civil Española. Madrid 2012.
- Román Gubern, Paul Hammond, Luis Buñuel, The Red Years 1929–1939, Wisconsin, University of Wisconsin Press, 2012, S. 312.

## Archivbestände
- Ione Robinson, Künstlerdossier: verschiedene nicht katalogisierte Unterlagen (1 Ordner), Museum of Modern Art, New York
- Ione Robinson 1910–, Manuskript, Cleveland Museum of Art
- Ione Robinson: Künstlerdossier: fotografische Studien und Werkreproduktionen mit Begleitdokumentation 1920–2000, Kunstbibliothek der Frick Collection, New York.
- Ione Robinson mit Carl Zigrosser, Korrespondenz 1058, undatiert, University of Pennsylvania (Van Pelt Library), Philadelphia, PA.